# 막심 피앙파티
막심 피앙파티(프랑스어: Maxime Pianfetti, 1999년 3월 15일~)는 프랑스의 펜싱 선수로 주 종목은 사브르이다. 그는 2024년 하계 올림픽에서 남자 단체전 동메달을 획득했으며 세계 선수권 대회에서 개인전 은메달 1개(2022)를 획득했다.